# Мужская сборная ЮАР по хоккею на траве
Мужская сборная ЮАР по хоккею на траве — мужская сборная по хоккею на траве, представляющая ЮАР на международной арене. Управляющим органом сборной выступает Ассоциация хоккея на траве Южной Африки (англ. South African Hockey Association).
Сборная занимает (по состоянию на 16 июня 2014) 12-е место в рейтинге Международной федерации хоккея на траве (FIH).

## Результаты выступлений

### Летние Олимпийские игры
- 1996 — 10-е место
- 2000 — не участвовали
- 2004 — 10-е место
- 2008 — 12-е место
- 2012 — 11-е место

### Чемпионат мира по хоккею на траве
- 2002 — 13-е место
- 2006 — 12-е место
- 2010 — 10-е место
- 2014 — 11-е место

### Игры Содружества
- 1998 — ниже 4-го места (не ранжировано)
- 2002 — 4-е место
- 2006 — 8-е место
- 2010 — 5-е место
- 2014 — 5-е место

### Чемпионат Африки по хоккею на траве
- 1993 —
- 1996 —
- 2000 —
- 2005 —
- 2009 —
- 2011 —
- 2013 —

### Всеафриканские игры
- 1995 —
- 1999 —
- 2003 —

### Hockey Champions Challenge
- 2001 —
- 2003 —
- 2011 —
- 2012 — 7-е место

### Чемпионат мира по индорхоккею
- 2003 — 10-е место
- 2007 — 11-е место
- 2011 — не участвовали
- 2015 —

## Текущий состав
Состав команды был объявлен 9 мая 2014 перед чемпионатом мира 2014, прошедшем в мае-июне в Гааге, Нидерланды.
Главный тренер: Fabian Gregory
| №  | Игрок              | Поз. | Возраст |
| -- | ------------------ | ---- | ------- |
| 1  | Джонатан Робинсон  |      | 27      |
| 2  | Уэйд Пейтон        |      | 28      |
| 4  | Lloyd Madsen       |      | 27      |
| 5  | Остин Смит (c)     |      | 29      |
| 7  | Тимоти Драммонд    |      | 26      |
| 8  | Dylan Swanepoel    |      | 20      |
| 9  | Julian Hykes       |      | 31      |
| 10 | Ллойд Норрис-Джонс |      | 28      |
| 14 | Rhett Halkett      |      | 28      |

| №  | Игрок               | Поз. | Возраст |
| -- | ------------------- | ---- | ------- |
| 19 | Jean-Pierre de Voux |      | 28      |
| 21 | Jethro Eustice      |      | 24      |
| 22 | Lungile Tsolekile   |      | 30      |
| 23 | Erasmus Pieterse    | GK   | 30      |
| 25 | Джастин Рейд-Росс   |      | 27      |
| 26 | Ignatius Malgraff   |      | 21      |
| 30 | Taine Paton         |      | 25      |
| 31 | Taine Panther       |      | 23      |
| 32 | Gowan Jones         | GK   | 24      |